# Apór de Al-Tórja
Apór de Al-Tórja is een tak uit een oud-adellijk geslacht uit Szeklerland.

## Geschiedenis
De geschiedenis van het geslacht Apor is terug te voeren tot 1307 waar het in Kézd (Saschiz) wordt vermeld, behorende tot de zogenaamde primors. De nu nog bestaande telgen dragen allen de naam Apór de Al-Tórja, ontleend aan het bezit van Torja dat in 1693 werd bevestigd. In 1712 volgde bevestiging van de baronale titel aan de jongste tak Apór de Al-Tórja. Deze jongste tak, afstammend van Ladislaus die omstreeks 1780 overleed, stierf uit.

## Enkele telgen
Lazar baron Apór de Al-Tórja (1784-1868), kamerheer
- Alexander baron Apór de Al-Tórja (1820-1867), kamerheer
  - Gabriel (Gabor) baron Apór de Al-Tórja (1851-1898), Hongaars staatssecretaris van Buitenlandse Zaken
    - Henriette barones Apór de Al-Tórja (1893-1972), hofdame van Auguste aartshertogin van Oostenrijk; trouwde in 1927 met mr. dr. Willem Carel Adrien baron van Vredenburch (1866-1948), Nederlands bestuurder en telg uit het geslacht Van Vredenburch